# Ma vie secrète

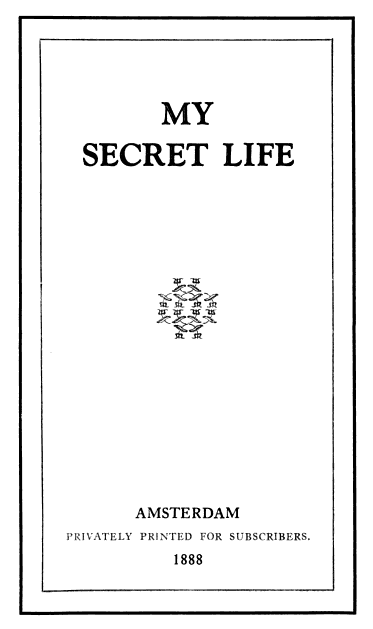
Première page d'une édition de 1888

Ma vie secrète (titre original : My Secret Life) est un ouvrage de onze volumes en langue anglaise, publié par un « gentleman victorien », couvert par le pseudonyme de Walter, aux Pays-Bas à la fin du XIXe siècle et attribué par la suite à Henry Spencer Ashbee.
Initialement, l'ouvrage, imprimé intégralement à frais d'auteur, ne devait pas être imprimé à plus de 6 exemplaires, ce qui ne fut pas respecté par l'éditeur.
La première mention officielle de l'ouvrage serait apparue dans un catalogue clandestin d'écrits érotiques, publié par le libraire-éditeur parisien Carrington, en 1902.
Il faudra attendre 1966 pour que My Secret Life sorte des Enfers des rares bibliothèques qui le conservaient et soit enfin publié légalement dans les pays anglo-saxons. La traduction intégrale et sérieuse du texte en français date de 1994, aux éditions Stock. Il est à noter que l'édition la plus récente, dans la collection « Lectures amoureuses » aux éditions La Musardine, regroupe l'intégralité des 11 volumes en 6 tomes.
Cette œuvre ne se présente pas comme un roman et n'est, probablement, pas romancée. L'auteur la décrit comme étant un mémoire aussi fidèle que possible aux faits qui y sont décrits, changeant les noms (exception faite de ceux des domestiques), les lieux, la composition de sa propre famille (qu'il évoque à peine et seulement en cas d'absolue nécessité à la compréhension du texte), mais restant par ailleurs totalement fidèle quand il décrivait quelque chose : emplacement des objets dans une pièce, physique d'un(e) partenaire sexuel(le), actes...
Cependant, il n'y a pas lieu de voir dans cet ouvrage une quelconque tentative d'analyse psychologique des faits : Walter observe les faits, grave dans sa mémoires les plaisirs découverts, les « cote » selon l'intensité de son ressenti... Mais il n'analyse absolument rien. Ma vie secrète est une longue observation, scrupuleusement notée et annotée, de chacune de ses expériences sexuelles. Ce qui en fait un livre précieux pour la compréhension des mœurs sexuelles des hommes à l'époque victorienne, qui pratiquaient abondamment le double standard sexuel (c'est-à-dire la différence de tolérance et d'acceptation des actions quelles qu'elles soient d'un individu par la société dans laquelle il évolue, selon que cet individu soit homme ou femme).

## Sources
- Ma vie secrète, tome 1